# Nicole Uphoff
Nicole Uphoff-Selke (* 25. Januar 1967 in Duisburg) ist eine ehemalige Dressurreiterin. Sie zählte zu den erfolgreichsten deutschen Dressurreitern und gewann unter anderem vier olympische Goldmedaillen auf dem Ausnahmepferd Rembrandt.

## Privat- und Berufsleben
Nach dem Abitur 1986 machte Uphoff eine Ausbildung zur Speditionskauffrau bei der Firma Walrhein in Duisburg.
Sie war von 1993 bis 1998 in erster Ehe mit dem Springreiter Otto Becker verheiratet. Im August 2007 heiratete sie erneut und trägt seitdem den Nachnamen Uphoff-Selke. Sie ist zweifache Mutter und betreibt gemeinsam mit ihrem Mann eine Marketing-Firma.
In den Jahren 2005 und 2009 unterstützte sie zusammen mit anderen Prominenten in Zeitungsanzeigen die Kanzlerkandidatur von Angela Merkel.

## Sportliche Laufbahn
Nicole Uphoff ist seit früher Jugend im Reitsport aktiv. Im Jahr ihres Schulabschlusses übernahm Uwe Schulten-Baumer sen. ihr Training.
Bei den Olympischen Spielen 1988 in Seoul und auch bei den Olympischen Spielen 1992 in Barcelona gewann sie im Einzelwettbewerb und mit der deutschen Mannschaft die Goldmedaille in der Dressur, jeweils mit Rembrandt. Sie war damit die erste Dressurreiterin, die mit demselben Pferd zweimal hintereinander Doppel-Olympiasieger wurde. Außer ihr gelang dies 2020(2021) und 2024 nur Jessica von Bredow-Werndl mit TSF Dalera BB. Henri Saint Cyr ritt 1952 und 1956 unterschiedliche Pferde. 
Bei der Schlussfeier in Barcelona trug sie die deutsche Fahne ins Stadion.
Mit Sir Lenox gewann sie 1992 das erste Finale des Nürnberger Burg-Pokals.
Im Jahr 1993 nahm Uphoff mit Grand Gilbert an den Europameisterschaften teil und gewann Einzelgold mit der Grand Prix Kür. Für ihre sportlichen Erfolge wurde sie mit dem Silbernen Lorbeerblatt ausgezeichnet.
1996 wurde sie vom Deutschen Olympiade-Komitee für Reiterei nicht für die Olympischen Spiele 1996 von Atlanta nominiert, trat aber dennoch als Titelverteidigerin an. Rembrandt verletzte sich während des Wettbewerbs, woraufhin Uphoff ihn aus dem Wettbewerb zurückzog. Im selben Jahr verabschiedete sie Rembrandt aus dem Sport.
1997 erhielt sie den Verdienstorden des Landes Nordrhein-Westfalen.
Nach Stationen auf dem Gestüt Vorwerk in Cappeln, der Landeslehrstätte in Vechta und auf dem Gutshof Glückauf in Hünxe trainiert sie ihre Pferde seit Juni 2005 in einer Reitsportanlage im Raum Duisburg.
Nach der Geburt ihres ersten Kindes hatte Uphoff ab 2004 die Gelegenheit, mehrere iberische Pferde zu reiten und auszubilden. Hierzu zählen Oteo, mit dem sie erneut bis auf Grand-Prix-Level ritt und Relampago do Retiro, der später unter Hayley Beresford bei den Olympischen Spielen 2008 startete. Im Jahr 2007 beendete sie aufgrund ihrer zweiten Schwangerschaft ihre reiterlichen Aktivitäten, die Pferde gingen deshalb an deren Eigner zurück. Sie selbst begründete dies in einem Interview:

„Ich habe 20 Jahre nur für den Turniersport gelebt. ... Nun möchte ich meine Familie leben und genießen. Ich möchte meine Kinder nicht in Obhut geben, um zu reiten.“

Im privaten Bereich reitet Nicole Uphoff jedoch noch. So wurde ihr einige Wochen nach der Geburt ihres zweiten Kindes ein Pferd vermittelt mit dem Ziel, wieder im Leistungssport aktiv zu werden. Hiervon sah sie jedoch ab mit der Begründung, dass sie in den Spitzen-Reitsport das Vertrauen verloren habe.
Mit dem Reitsport ist sie noch über einen seit 1991 bestehenden Jugend-Cup im Rheinland verbunden, für den seit einigen Jahren die Firma der Familie Uphoff-Selke Titelsponsor ist. Zudem steht sie dem Fernsehen vereinzelt, so beim CHIO Aachen, als Expertin zur Verfügung.

## Pferde
Duisburg Homberger Reiterverein
- Rembrandt (* 1977; † 2001), Westfalenwallach, Vater: Romadour II, Muttervater: Angelo
- Grand Gilbert 5 (* 1982; † 2012), Rheinischer Fuchswallach, Vater: Glücksklee, Muttervater: Dilettant[9][10]
- Sir Lenox (* 1984; † 1998), brauner Hannoveranerwallach, Vater: Shogun xx[11][12]
- Oteo (* 1998), Pura-Raza-Española-Schimmelhengst, Vater: Binguero[4][13]
- Relampago do Retiro (* 1997; † 2011), brauner Lusitano-Hengst, Vater: Luar, Muttervater: Argonauta, im Juni 2011 aufgrund schwerer Verletzungen durch einen Verkehrsunfall eingeschläfert[14][15]
- Waldfee (* 1973; † 2005), dunkelbraune Stute, bis 1977
- Askan (* 1973; † 2004), brauner holländischer Wallach
- Freudentänzer (* 1984; † 2014), brauner Westfalen Hengst, Vater: Frühlingstraum II, Muttervater: Sioux
- Riverdance (* 2001), braune Stute, Vater: Rheingau, Muttervater: Romadour II

## Erfolge
- Olympische Spiele
  - Goldmedaille (Mannschaft): 1988, 1992
  - Goldmedaille (Einzelbewerb): 1988, 1992

- Weltmeisterschaften
  - Goldmedaille (Mannschaft): 1990, 1994
  - Goldmedaille (Einzelbewerb): 1990
  - Silbermedaille (Einzelbewerb): 1994

- Europameisterschaften
  - Goldmedaille (Mannschaft): 1989, 1991, 1995
  - Goldmedaille (Einzelbewerb): 1989
  - Silbermedaille (Einzelbewerb): 1991

- Deutsche Meisterschaften
  - Goldmedaille: 1988, 1989, 1993
  - Silbermedaille: 1994, 1995
  - Bronzemedaille: 1996

- Europameisterschaften der Jungen Reiter
  - Goldmedaille (Mannschaft): 1987
  - Goldmedaille (Einzelbewerb): 1987